# Maria Isakova
Maria Grigoryevna Isakova (en russe : Мария Григорьевна Исакова), née le 5 juin 1918 à Vyatka et morte le 22 mars 2011 est une patineuse de vitesse soviétique. Elle est la première à remporter trois titres de championne du monde en patinage de vitesse.

## Palmarès
| Compétition                           | Or                                 | Argent     | Bronze |
| Championnats du monde toutes épreuves | 1948, 1949, 1950                   |            |        |
| Championnats de URSS toutes épreuves  | 1945, 1946, 1947, 1948, 1949, 1951 | 1944, 1950 |        |

## Records du monde
En février 1951, elle bat le record du monde du 1 500 m à Medeo.

## Distinction
Elle a reçu l'Ordre de Lénine.